# إلهام المدفعي
إلهام المدفعي (1942-) مغن وعازف عراقي، استخدم الدمج بين عزف الغيتار الغربي والأغنية الفولكلورية العراقية لقب بأزنافور العرب.

## حياته
ولد إلهام في بغداد عام 1942، في أسرة بغدادية معروفة، وهو ابن الإداري حسن فهمي المدفعي أحد رجال الإدارة ومديري الشرطة في عهد المملكة العراقية. وعرفت أسرة المدفعي بأعلامها المشهورين ومنهم: المهندسان المعماريان قحطان المدفعي وهشام المدفعي، كان إلهام يدرس في مدرسة نجيب باشا الابتدائية في الأعظمية وكان هاويًا للموسيقى ومتميزًا على بقية الصبية في تلك المدرسة في درس الموسيقى والنشيد، وقد سكنت عائلته في شارع طه في منطقة الأعظمية في بغداد.

### حياته الأسرية
تزوج من السيدة هالة العمري وابنه الإعلامي محمد المدفعي

### حصوله على الجنسية الأردنية
في العام 1999 منحه الملك عبد الله الثاني بن الحسين الجنسية الأردنية.

## مسيرته الفنية
بدأ نشاطة على آلة الغيتار منذ الثانية عشرة من عمره، وهو من الأوائل الذين قاموا بعمل فرقة موسيقية في العراق عرفت باسم الأعاصير. انتقل بعدها إلى انكلترا لدراسة الهندسة.
عزف مع فرقة موسيقية في البيت البغدادي في لندن ورجع إلى بغداد عام 1967 وقام بتشكل فرقته الموسيقية حيث كان يدمج بين عزف الغيتار الغربي والأغنية الفلكلورية العراقية وكانت هذه بدايته الحقيقية حيث عزف في مطعم صحارى، في 1979 جال العالم مع أسلوب الموسيقى الذي ابتكره. عاد مرة أخرى إلى العراق في 1991 وقام بتأسيس فرقته الموسيقية التي عرفت باسمه إلهام غادر العراق عام 1994 بعد محاربته في عهد الرئيس العراقي السابق صدام حسين
قائلا 
 اشتهرت أغانية بين العراقيين في المهجر فضلا عن العرب خصوصا في لبنان وفي الأردن. قرر العودة من الولايات المتحدة والإستقرار في الأردن 
عام 2000 تم طرح ألبوم «خطار» حصل على جائزة الألبوم البلاتيني كأكثر البوم مبيعا من شركة «أي ام أي» العالمية 

## الألبومات الرسمية[12]
- (1999): خطار
- (2001): حفل رويال بارك
- (2003): بغداد
- (2005): مختارات[13]
- (2009): دشداشه

## أشهر أغنياته
- مالي شغل بالسوق
- أشقر بشامة
- خطار عدنه الفرح

## أغاني وطنية
- يا أردن يدوم عزك
- موطني

## روابط خارجية
- إلهام المدفعي على موقع ميوزك برينز (الإنجليزية)
- إلهام المدفعي على موقع ديسكوغز (الإنجليزية)